# Ornella Piloni
Ornella Pilloni (Milano, 8 aprile 1947 – Milano, 28 agosto 2023) è stata una politica italiana.

## Biografia
Nata a Milano, svolse la professione di quadro. Venne eletta per la prima volta in parlamento nel 1996 e nello specifico al Senato (collegio 11 Arese) con il Partito Democratico della Sinistra confluito, poi, nei Democratici di Sinistra. Fu rieletta senatrice nelle elezioni del 13 maggio del 2001.

### Incarichi parlamentari
Fece parte delle seguenti commissioni parlamentari: Difesa; Lavoro e previdenza sociale e Indirizzo generale - vigilanza dei servizi radiotelevisivi. Fu componente, inoltre, delle commissioni speciali per l'esame di disegni di legge di conversione di decreti-legge e di quella in materia di Infanzia.

### Sottosegretario di Stato
Fu sottosegretario di Stato per il Lavoro e la previdenza sociale nel secondo governo di Giuliano Amato (dal 27 aprile 2000 al 10 giugno 2001).